# 失語症
失語症（しつごしょう、aphasia）とは、高次脳機能障害の1種であり、脳病変によって生じる後天的な言語機能の障害である。「聞く」「話す」「読む」「書く」全てのモダリティが障害される。構音器官の麻痺などによる運動機能障害、先天的な構音器官の奇形などによる器質性障害など、所謂構音障害とは異なる。また、声の出なくなる失声症などとも異なる。失語症や、その他言語障害に対処する専門職業に言語聴覚士（speech-Language-Hearing therapist、略してST）がある。

## 定義
失語症とは、いったん獲得された言語機能が中枢神経系の損傷によって言語の理解と表出に障害をきたした状態である。
失語症の定義には、(1)脳の言語領域の病変によって生じる、(2)後天的障害である、(3)言語機能の障害である、(4)言語の表出と理解に関わる全ての言語モダリティが障害される、という要素が含まれる。
失語症患者は言語機能に支障がでるため痴呆（認知症）と勘違いされやすいが、言語機能が失われただけで、人格や判断能力などは発症する前の状態と同じである。

## 言語と脳
言語機能は、大脳の言語領域に支えられている。その領域の損傷が失語症の発生、その症候に強く関係することが分かっている。
また、言語野は大脳半球の左右どちらかに偏在すること、統計的に利き手との相関性があることが知られている。総合的には90%以上の人で言語野は左大脳半球にあるとされる。これについては脳機能局在論に詳しい。

## 失語症の鑑別
失語症と区別が必要な症候、疾患には統合失調症、うつ病、意識障害、認知症、構音障害などによるコミュニケーション障害があげられる。
これらの区別のためにいくつかの検査を行う場合が多い。
見当識は保たれているか？
失語症の患者は自分が診察を受けているということは理解している。意識障害や認知症の患者はこれを理解していない場合が多い。
物品の使用はできるか？
失語症の患者は目の前にあるものの物品が何かと言えなくとも、それらがどう使用されるかは理解している。意識障害や認知症の患者では物品の名前が言えないだけではなく、使用方法も示せない場合が多い。
書字ができるか？
失語症で内的言語が障害されれば書字を正確に行うこともできないが構音障害では内的言語は障害されない。また失語症では錯誤語が認められ、その誤り方に一貫性がないことが特徴となる。

## 原因疾患
発症原因は脳血管障害による言語野の損傷が大多数を占めるが、被殻、視床など言語野以外の損傷によるもの、重度の脳炎、大脳の変性疾患（アルツハイマー病、ピック病など）など様々な原疾患が報告されている。

## 症状
失語症においては、重症度の差はあれ、発話(話す)、聴覚的理解(聞く)、読解と音読(読む)、書字と書き取り(書く)の全ての言語モダリティに障害をきたす。しかし、その症状の現れ方は多様である。
発話の障害
麻痺による運動障害や欠損による器質的障害がないにもかかわらず、語や文が話せない、誤った言葉を話す、努力的に話すなどの症状が見られる。
聴覚的理解の障害
聴覚的理解とは、音声で提示された言葉の意味を理解することである。失語症では、聴力の低下を認めず、言葉の意味を理解することができなくなる。聞いた語音がその言語の中でどの音韻であるかを同定することができない(語音認知の障害)、単語の意味理解障害、統語理解障害、文の理解障害などが生じる。
復唱の障害
復唱とは、聞いた音声をそのまま模倣してくりかえして発話することである。
読字の障害
書字の障害
数・計算の障害

## 失語症の分類
失語症の分類は多くなされてきた。また、見方によっても分類は変わる。失語は一種類しかないと主張する立場から、100人失語症者がいれば100通りの失語があるとする考え方もあるが、一般には標準失語症検査(SLTA)などの検査による機能評価、CT、MRI画像診断などによる言語野の損傷の有無、その部位や損傷程度による鑑別が広く行われている。
失語症の分類を大別すると、症状と脳の解剖学的構造との関連を重視する立場と、心理学や言語学的側面に立脚する立場がある。
Wernicke-Lichtheimの失語図式は言語的なシステムの構造を表現し、病変部位の違いによって失語の型が異なるという考え方である。その後、ボストン学派による古典分類が提唱された。失語症分類は、失語症者が示す症状を、その特徴の組み合わせに基づいて分類するもので、病因や病態生理などに基づく疾病分類とは異なる。古典分類は有用である一方、その限界も指摘されている。

### 聴覚理解
聴覚のシグナル情報はそれが言語性、非言語性であれ蝸牛から脳幹、視床の内側膝状体を経て側頭葉の上面のHeschl回（横側頭回）に伝わる。聞きとられた言語の認知や記号化された聴覚情報の保持は左半球のHeschl回後方のウェルニッケ野が重要な役割を担う。また側頭峡は聴覚情報をウェルニッケ野に伝えるのに重要な役割を持つ。これらの経路の障害は聴力障害がなくとも聴覚理解の障害が生じる。

### 発話
発話の実行には左前頭葉のブローカ野が重要な役割を担っていると考えられている。その領域は三角部とその後ろの弁蓋部に分けられ、弁蓋部は島へさしかかっている。内包膝部も発話に関与する。発話の起動は補足運動野や帯状回、尾状核を結ぶ経路が重要であると考えられている。これらの障害で無言の状態が起こることもある。

### 復唱
Lichtheimは復唱のために特殊な経路があると述べている。しかし、伝導失語では字性錯語を合併することが多く、責任病巣が同じである可能性もある。縁上回皮質下の弓状束はウェルニッケ野とブローカー野を結び、この部位の障害で復唱障害がおこるという説もある。

### 呼称
呼称の脳内機構は不明な点が多い。

## 失語症のタイプ
古典分類であるWernicke-Lichtheimの失語図式による失語分類で説明する。
超皮質性失語
超皮質性失語とは復唱が保たれている失語の総称である。復唱はウェルニッケ野から弓状束、ブローカ野、中心前回を経由する発話機構で営まれていると考えられているのでこれらの機構が保存されていれば超皮質性失語となると考えられている。しかし、個々の責任病巣は必ずしも明確にはわかっていない。一般的な特徴として反響言語（オウム返し）のような発語が多い特徴がある。
皮質下失語
内言語が保存されている失語の総称を皮質下失語という。視床や被殻が責任病巣となることが多い。

### 運動性失語
左大脳半球の下前頭回後部（ブローカ領野）周辺の損傷に関連深いことから「ブローカ失語」とも呼ばれる。発話量が少なく非流暢、一般には努力性でたどたどしい話し方、言葉の聴覚的理解面は比較的良好に保たれているのが特徴である。読み書きは、かな文字より漢字の方が良好であることが多い。病巣は中心前回とその前方領域、さらに島も含まれる場合が多い。脳梗塞による運動性失語の典型的経過は全失語のような重度の言語症状を呈するが徐々に改善し、たどたどしい発語が認められるといった経過である。よく認められる症状は発話障害、喚語困難、復唱障害、錯語、電文体、文法障害、語想起障害などがある。

### 感覚性失語
左大脳半球の上側頭回後部（ウェルニッケ領野）周辺の損傷に関連深いことから「ウェルニッケ失語」とも呼ばれる。発話は流暢、発話量に比べ情報量が少なく、言葉の聴覚的理解面が著しく障害されるのが特徴。発話では言い間違い（錯語）が多く出現し、意味不明な新造語（ジャーゴン）もみられる。急性期ではしばしば多弁であり、障害の自覚に乏しいことが多い。病巣は狭義のウェルニッケ野を含む後方領域であることが多い。病巣がウェルニッケ野に限局することはまれであり、側頭葉中下部や頭頂葉などの周辺領域に広がっている場合が多い。通常は運動麻痺は合併しない。よく認められる症状は聴覚理解障害、復唱障害、錯語、ジャーゴン、語想起障害などである。

### 超皮質性運動失語
言語自発性の低下と良好な復唱が特徴の失語。形式的には非流暢性とされるが、運動性失語が「話せない」のに対し、超皮質性運動失語は「話そうとしない」。すなわち発話量が減少し復唱が保持される状態である。病巣としては左前頭葉の内側部（補足運動野、上前頭回）から背外側部（中下前頭回）であるが中心前回は含まれない。

### 超皮質性感覚失語
言葉の音を認知することができ、復唱もできるが、言葉の意味が理解できない。反響言語（おうむ返し）が目立つ。発話は流暢で、誤った言葉（錯語）が多い。すなわち聴覚的理解障害があり復唱が保持されている場合である。

### 混合型超皮質性失語
全失語の様相ながら、復唱は保たれているもの。しかし復唱は意味理解を伴わない。ことわざなどの始め一文字を与えるとその続きを自動的に言う（補完現象）などもみられる。言語野を取り囲むように損傷されることから「言語野孤立症候群」とも呼ばれる。

### 皮質下運動失語
純粋語唖（じゅんすいごあ）、純粋失構音とも言われる。内言語は保たれているため音声による言語表出は困難であるが、書字によってなら言語表出が可能な場合に用いられる。中心前回の中部から下部の領域が責任病巣である。脳卒中では口腔顔面失行や仮性球麻痺を伴うことがある。仮名の錯書など定義からは外れるが脳卒中の初期は合併することが多い。

### 皮質下感覚失語
純粋語聾とも言われる。内言語が保たれているため聴覚による言語理解は障害されているが視覚から入った言語理解は正常に保たれている。

### 全失語
左大脳半球のシルビウス裂周囲の広範に渡る損傷により「聞く」「話す」「読む」「書く」全ての言語機能が重篤に障害される失語。特定の言葉の自動的発話（残語、再帰性発話）がみられることもある。

### 健忘失語
失名辞失語、失名詞失語とも呼ばれる。喚語困難・呼称障害を主症状とし、ほかの失語症状をほとんど伴わない。遠まわしで回りくどい説明（迂言）がしばしばみられる。

### 伝導失語
古典論では、言葉の理解も表出も比較的良好だが、音韻（字）性錯語（「りんご」→「でんご」のように言葉の音を間違える）と聴覚的把持力の低下（聞いた言葉を短期間覚えておく力の低下、言語性短期記憶の低下）を特徴とする。しかし、現在は自発話、復唱、音読などの発話全般にわたる音韻性錯語が主症状であるという考えが主流である。特に復唱にて誤りが出現する。自らの誤りに気づき自己修正を行う（接近行為）が、聴覚的把持力の低下のために発語すべきことばを忘れてしまい、正しい発語に至らないことも多い。

## その他の失語症

### 交叉性失語
純粋な右利き、右大脳半球損傷による失語。一般的に右利き者の言語野はほぼ左半球に存在するとされるため稀な症例である。鑑別材料としては、画像診断上右半球損傷に限局されていること、純粋な右利きであること（生来の右利き（利き手矯正をしていない）、近親の血縁者に左利きがいないなど）などがある。

### 視床性失語
視床性失語の特徴は、自発語の減少、声量の低下、錯語、呼称障害、保続、理解障害などが知られている。復唱、音読は保たれており、症状が早期に改善することが多いと言われている。古典分類では超皮質性運動失語や混合性超皮質性失語に分類されることが多い。

### 原発性進行性失語
原発性進行性失語など神経変性疾患の一部では進行性失語の経過をとる。
進行性非流暢性失語
前頭側頭葉変性症の1つである。タウオパチー（FTLD-tau）との関連が示唆されている。症状は発話障害（発語失行）、文法障害、復唱障害、語想起障害、錯語などである。左シルビウス裂周囲（下前頭回、中心前回下部、島回）が責任病巣と考えられている。
意味性認知症
語義失語とも言う。意味記憶障害があり物の名前を聞いても何であるのか判らない。TDP43蛋白異常症（FTLD-TDP）との関連が示されている。責任病巣は左側頭葉前部である。
logopenic progressive aphasia
アルツハイマー型認知症との関連が知られている。発話時の中断、語想起障害、復唱障害、錯語がみられる。左側頭葉後部や下頭頂小葉が責任病巣と考えられている。

## 画像診断と失語症
古典的な責任病巣と失語症の病型の関連については病型の説明で述べているが、失語症の症状と病変に関してはより詳細な対応があるのではないかという考え方もある。言語には「話す」、「聴く」、「読む」、「書く」という側面があるが、「話す」、「聴く」関しては責任病巣が以下のように考えられている。なお、ここでは右利きで優位半球が左であることを想定する。
|      | 症状                             | 責任病巣                                         |
| ---- | -------------------------------- | ------------------------------------------------ |
| 話す | 発話、発語の障害、流暢に話せない | 左中心前回下部                                   |
|      | 喚語困難、失名辞、語想起障害     | 左中心前回後部、左シルビウス裂後端周囲、左側頭葉 |
|      | 復唱障害                         | 左シルビウス裂後端周囲                           |
|      | 錯語                             | 左下前頭回後部、左シルビウス裂後端周囲           |
|      | 文法障害                         | 左下前頭回後部                                   |
| 聴く | 聴覚理解障害                     | 左上側頭回後部                                   |
|      | 語義障害                         | 左前頭葉前部                                     |
|      | ジャーゴン                       | 左上側頭回後部〜下頭頂小葉                       |

## 治療
綿森淑子は、失語症の「治療」は、疾患の原因究明の上にたった原因的・根本的な治療法を主とする治療医学の分野における伝統的な「治療」の概念とは異なるとして、失語症の治療の特徴を以下に挙げている。
(1)失語症をもたらす原因となる疾患(脳卒中、頭部外傷等)が対象ではなく、疾患によってもたらされる“障害”が対象となること。
(2)治療の方法としては身体に対する直接的な働きかけ(投薬、手術等)ではなく、外部受容器を通し感覚刺激(視覚、聴覚)を組織立てて与えることによって損傷された脳のもつ予備力、回復力を高めるという言わば間接的な方法をとること。
(3)このような治療を続けることにより起こる改善には限界があり、数ヵ月以上症状が残存する場合は完全な“治癒”(すなわち正常な言語機能の回復)が起こることはまれで,「治療」の目標は生活する人間としての失語症患者を可能な限り病前に近い生活に戻すことに置かれること。

### 回復
失語症状の回復に関与する神経生理学的なメカニズムは発症からの時期により、以下の2段階に分けて考えられる。
急性期
発症後ほぼ1ヵ月以内におこる神経系のさまざまな変化(脳浮腫、脳血流量の減少、神経伝達物質の異常な放出など)の消失が初期における回復に関与していると考えられる。
急性期をすぎてから起こる回復
急性期とは質的に異なるメカニズムが働くことが考えられる。

### 代表的な治療法
現在用いられている言語治療のアプローチは教育学、心理学、言語学、医学につちかわれたモデルを融合させ、発展させたものである。
刺激法
第2次世界大戦直後、Wepmanによって考案され、その後Schuellによって洗練された。この方法の特徴は、聴覚チャンネルに焦点をあてて集中的な反復刺激を行うことである。
Base-10 Programed Stimulation法、ヨーロッパ中心に行われているDeblocking法、ソビエトのLuriaの提唱したIntersystemic Reorganizationなど
特定の失語症状を対象とした治療法
自然なプロソディー・パターンに合せたメロディーをつけて歌うようにいわせることによりブローカ失語の発話の困難さを軽減することを目的としたメロディック・イントネーション・セラピー(MIT)、ブローカ失語患者の音韻操作能力の障害を対象とした仮名文字訓練法、全失語患者のジェスチャー能力の開発を目的としたVisual ActionTherapy(VAT)、聴覚的理解力の強化訓練(ACT)など
「機能的」治療法
従来の刺激、反応、強化の仕方を厳密に定めた治療法ではなく、言語の形式よりもその内容や言語が使用される文脈など伝達機能を重視する、よりフレキシブルな治療法である。
自然な会話構造を法則化し失語症患者と言語治療士の間での対話を主体とした治療法であるPACE(Promoting Aphasics' Communicative Effectiveness)、失語症患者における認知面の問題が言語と不可分であることを強調し、そのための働きかけを提唱するDivergent Semantic Therapy、“言葉” そのものでなく“思考” に注意を向けさせる思考中心の治療法、コミュニケーションを促進する各種のストラテジーの使用を積極的に奨励する治療法など
その他
失語症に対する薬物療法として、ピラセタムの有効性が確認されているが、日本では保険適用外の治療法である。